# 华山镇 (青岛市)
华山镇是中国山东省青岛市即墨区下辖的一个镇，是青岛市规划的人口规模5~10万的23个重点镇之一。辖区面积110平方千米，辖50个行政村，总人口4.53万人。
2001年1月，山东省人民政府批准设立的即墨省级高新技术开发区，规划总面积24.9平方公里。2006年7月，高新区通过国家发改委对开发区的审核验收并予以公告。2012年底，高新区拓展至华山镇全域。